# Adam Silo

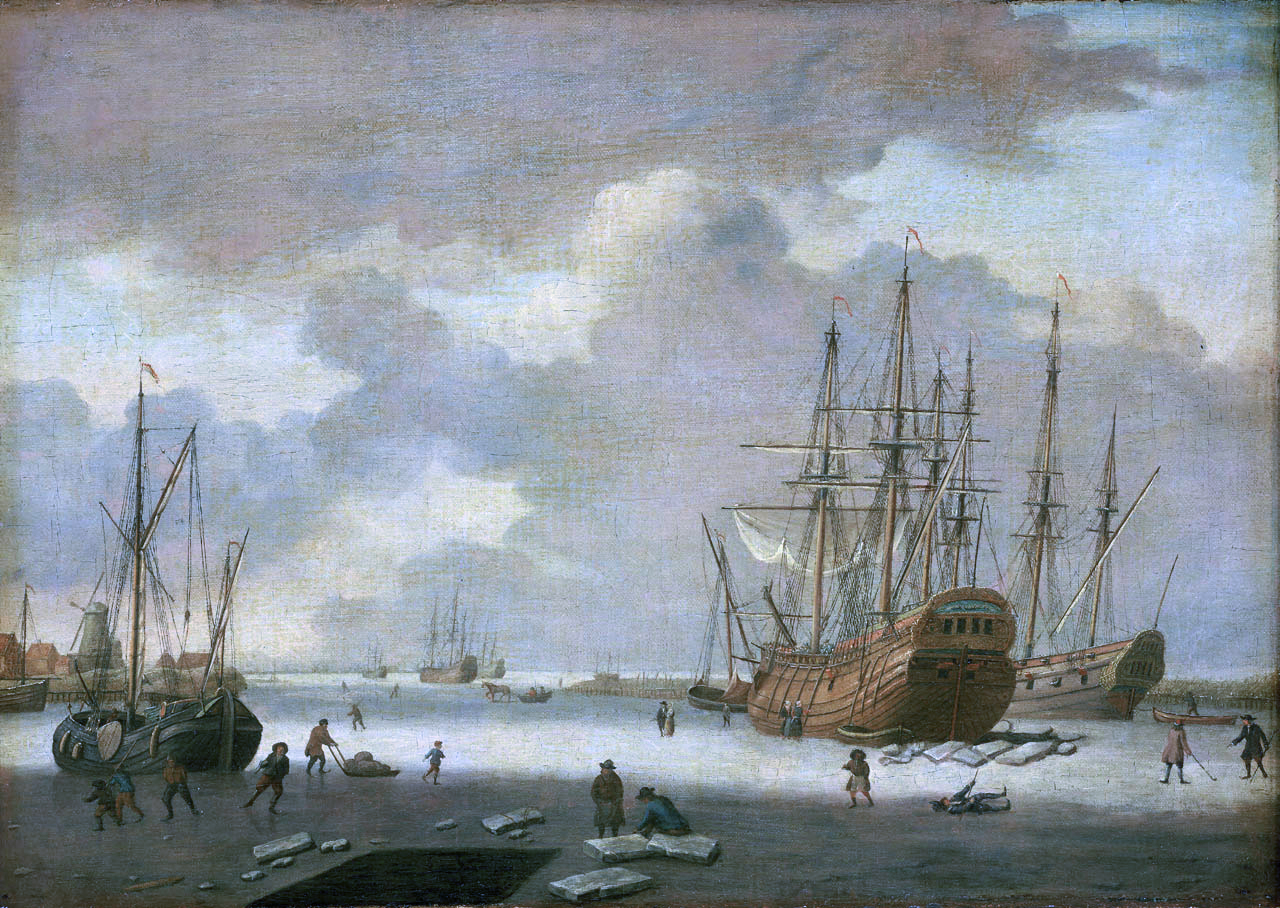
Un navío ballenero holandés y otros buques en el hielo.
Pintura al óleo, circa 1757.
National Maritime Museum, Londres.

Adam Silo (Ámsterdam, 1674 - Ámsterdam, 1760) fue un pintor neerlandés que se especializó en marinas, sobre todo barcos y, en particular, balleneros. De hecho, fue carpintero naval, armador y capitán de barco en su juventud. Desde 1694, fue discípulo del artista Theodor van Pee y aprendió a pintar. Escribió también libros sobre arte y dio lecciones de dibujo al Zar Pedro el Grande. Obras suyas se encuentran en diversas pinacotecas, desde Ámsterdam hasta San Petersburgo o Viena.